# ملعب سان سيمفوريان
ملعب سان سيمفوريان (بالفرنسية: Stade Municipal Saint-Symphorien)‏ هو ملعب كرة قدم يقع في مدينة متز بفرنسا، بُني في عام 1932، وتبلغ السعة الأجمالية للمتفرجين حوالي 25,636 متفرج.
و يعتبر المقر الرئيسي لنادي ميتز لكرة القدم.